# Landbouwbelang (Maastricht)

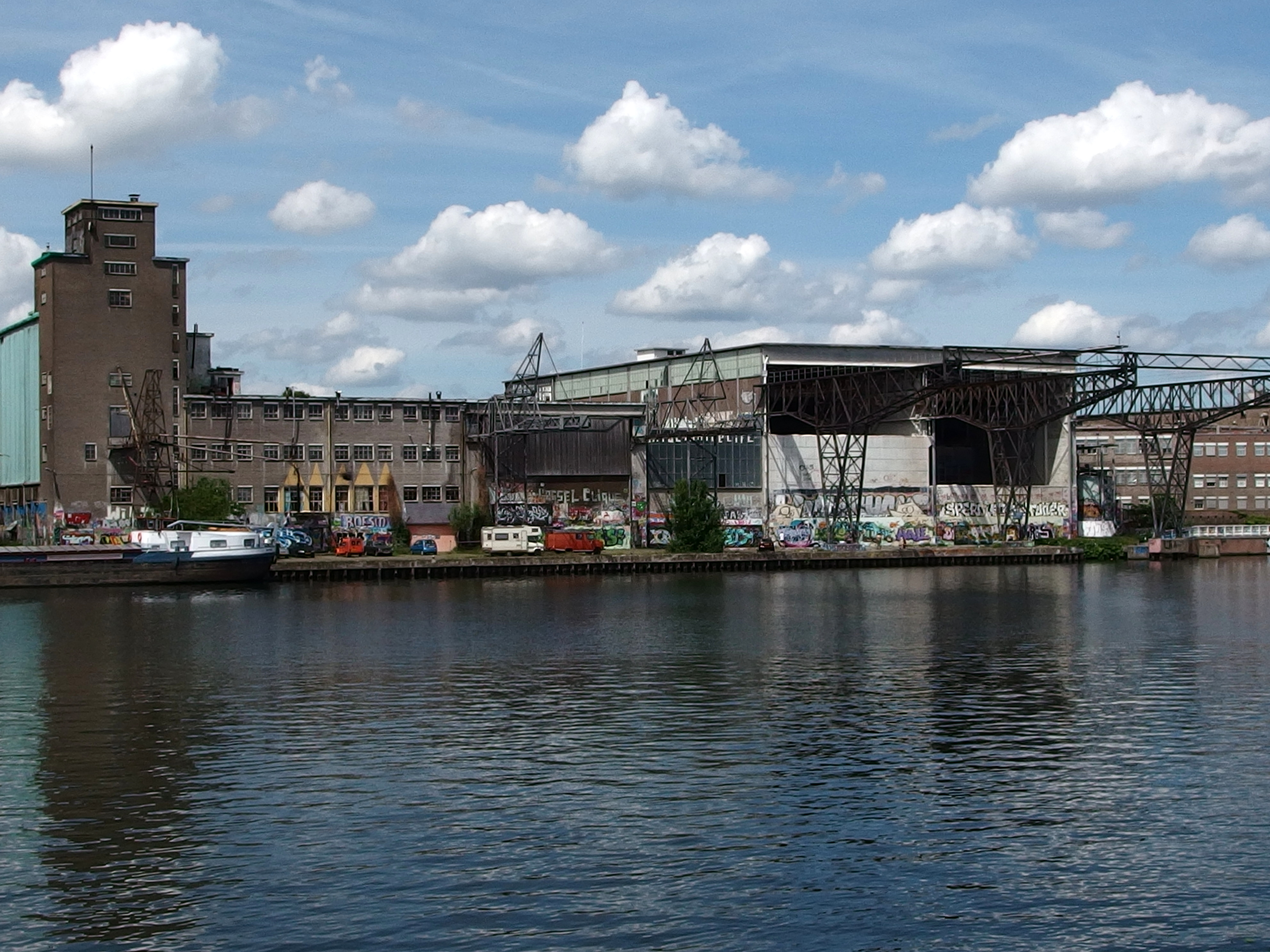
Het complex gezien vanaf de Maas (2014)

Het Landbouwbelang, ook wel LBB, is een voormalig graanpakhuis en overslagbedrijf, thans een culturele vrijplaats, in het Boschstraatkwartier in het centrum van de Nederlandse stad Maastricht. Het 11.500 m² grote complex in de bocht van de Maasboulevard tussen de binnenhaven Bassin en de Maas is een gemeentelijk monument. Het Landbouwbelang is sinds 2002 een kraakpand dat door de gemeente Maastricht gedoogd wordt en in overleg met de gemeente beheerd wordt door Stichting 06.

## Geschiedenis

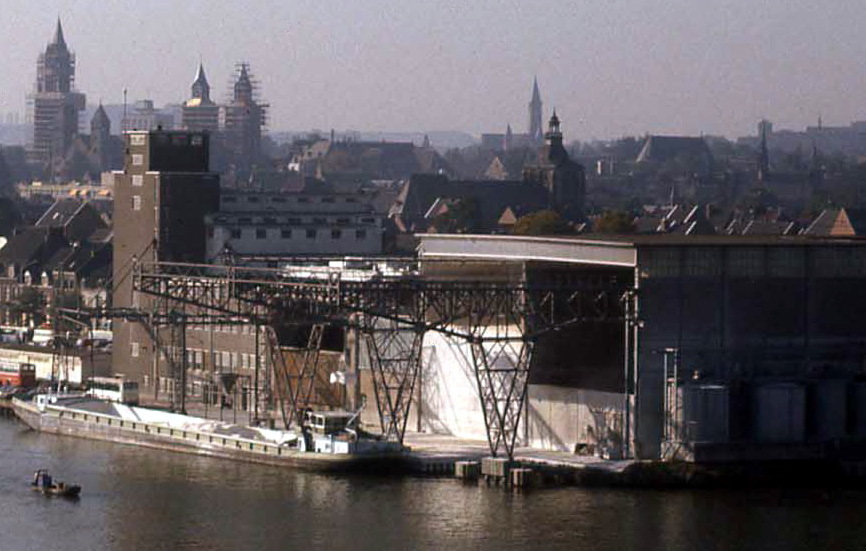
Het Landbouwbelang in bedrijf (1983)

Op de plaats van het Landbouwbelang lag van begin 13e eeuw tot 1783 het Antonietenklooster. De kloosterkerk met twee hoog oprijzende kerktorens was de grootste gotische kloosterkerk in Maastricht. Het bij de beschietingen van 1793 en 1794 zwaar beschadigde en daarna verder in verval geraakte complex moest in 1848 plaats maken voor de aanleg van het Kanaal Luik-Maastricht.
In 1939 startte hier de bouw van een graanoverslagplaats van de agrarische coöperatie Vereeniging Landbouwbelang uit Roermond. De bouw werd pas na de Tweede Wereldoorlog voltooid. In de jaren 1970 werd het gebruik als graanoverslag gestaakt. Het pand werd aangekocht door de naastgelegen Koninklijke Nederlandse Papierfabriek (thans Sappi), die het in 2003 verkocht aan de gemeente Maastricht. Sinds april 2002 is het 11.500 m² grote complex gekraakt. Aanvankelijk woonden er vier krakers; in 2016 waren dat er vijftien. De overige ruimtes worden gebruikt voor culturele en maatschappelijke doeleinden.
Het vervallen ogende en met graffiti overdekte Landbouwbelang is sommigen een doorn in het oog en het voortbestaan ervan is al meerdere keren bedreigd door herontwikkelingsplannen. In 2008 ontwierp Jo Coenen een groot musicaltheater voor Joop van den Ende, dat als een reusachtig cruiseschip in de bocht van de Maasboulevard zou komen te liggen, op de plek van het Landbouwbelang. Een ranke voetgangersbrug moest het nieuwe entertainmentgebied (dat tevens een megacasino met hotel van het Amerikaanse Harrah's zou omvatten) verbinden met het MECC, dat zich aan de overkant van de rivier nabij het Griendpark wilde vestigen. Uiteindelijk liepen deze door burgemeester Gerd Leers hartstochtelijk ondersteunde plannen op niets uit.
Vanaf 2017 werd het Landbouwbelang opnieuw in zijn bestaan bedreigd door een tenderprocedure van de gemeente Maastricht, waarbij het kunstenaarsinitiatief zelf ook met ideeën mocht komen. De gemeente gaf aan de activiteiten van het Landbouwbelang belangrijk te vinden voor de stad, maar dat een verplaatsing van de activiteiten naar een locatie elders mogelijk onvermijdelijk was. In 2019 zette de wijkontwikkelingsmaatschappij Belvédère (namens de gemeente Maastricht) de tender voor het Landbouwbelang in de markt met een bodemprijs van € 4 miljoen. Doordat papierfabrikant Sappi afzag (tegen betaling) van bezwaren tegen grootschalige woningbouw ter plekke van het Landbouwbelang, werd het terrein aanzienlijk meer waard, waarop de tender werd verhoogd naar € 18 miljoen. Vanaf oktober 2021 liep de aanbesteding over de toekomst van het Landbouwbelang. Bij de evaluatie van de inzendingen werd gekeken naar de waarde van de bestaande vrijplaats, de architectonische kwaliteit van de gebouwen en de verdere ontwikkeling van de stad Maastricht. In 2023 koos een beoordelingscommissie onder voorzitterschap van Frits Palmboom (stedenbouwkundige verantwoordelijk voor Plan Belvédère) voor het plan van de Nederlands-Belgische projectontwikkelaars RO Groep, Vestio en Group Machiels. Het ontwerp is van Tuñon y Albornoz Arquitectos uit Madrid, in samenwerking met Dhoore-Vanweert Architecten uit het Belgische Hasselt. Het plan, The M genoemd, omvat drie woontorens met hoog opgaande zadeldaken ter plekke van het te slopen noordelijk deel van Landbouwbelang. Het te renoveren zuidelijk deel zou oorspronkelijk de nieuwe huisvesting worden van de Toneelacademie Maastricht en het Conservatorium Maastricht. Later bleek dat idee niet haalbaar en stelde Zuyd Hogeschool voor om hier andere studierichtingen onder te brengen. Naar verwachting wordt het project in de periode 2026-2028 gerealiseerd. Voor de diverse initiatieven binnen de bestaande vrijplaats wordt, aldus de gemeente, gezocht naar vervangende huisvesting.
Vooruitlopend op de plannen werden in 2018 vijf bouwvallige metalen silo's aan de noordzijde van het complex gesloopt. Met deze ingreep werd ruimte gecreëerd om de Maaskade toegankelijk te maken voor het publiek.

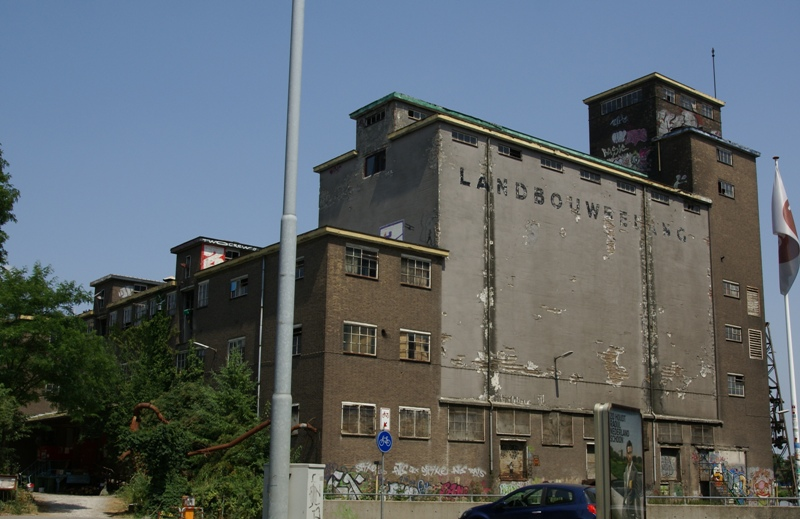
Zuidgevel
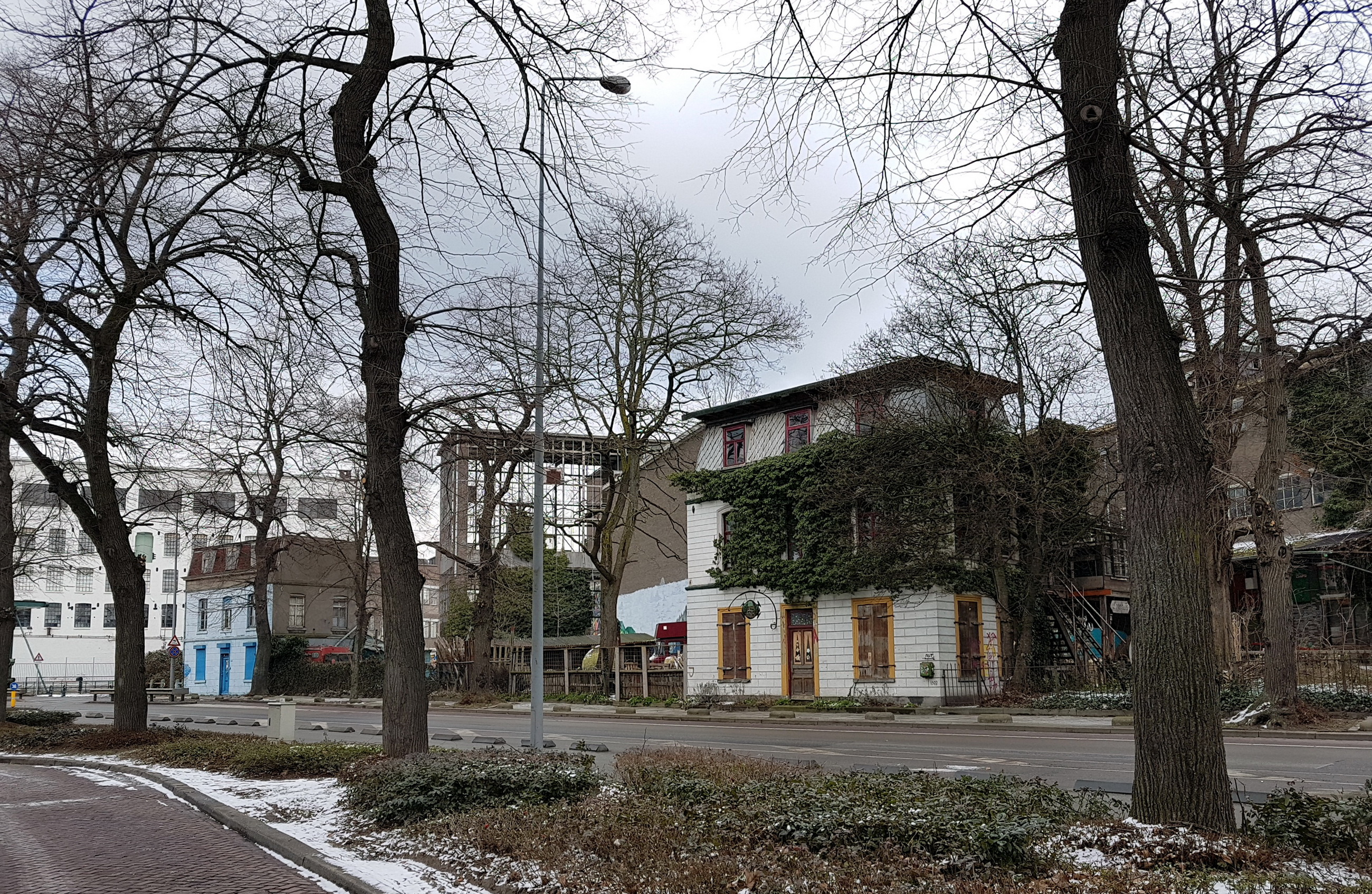
Huizen Maasmolendijk
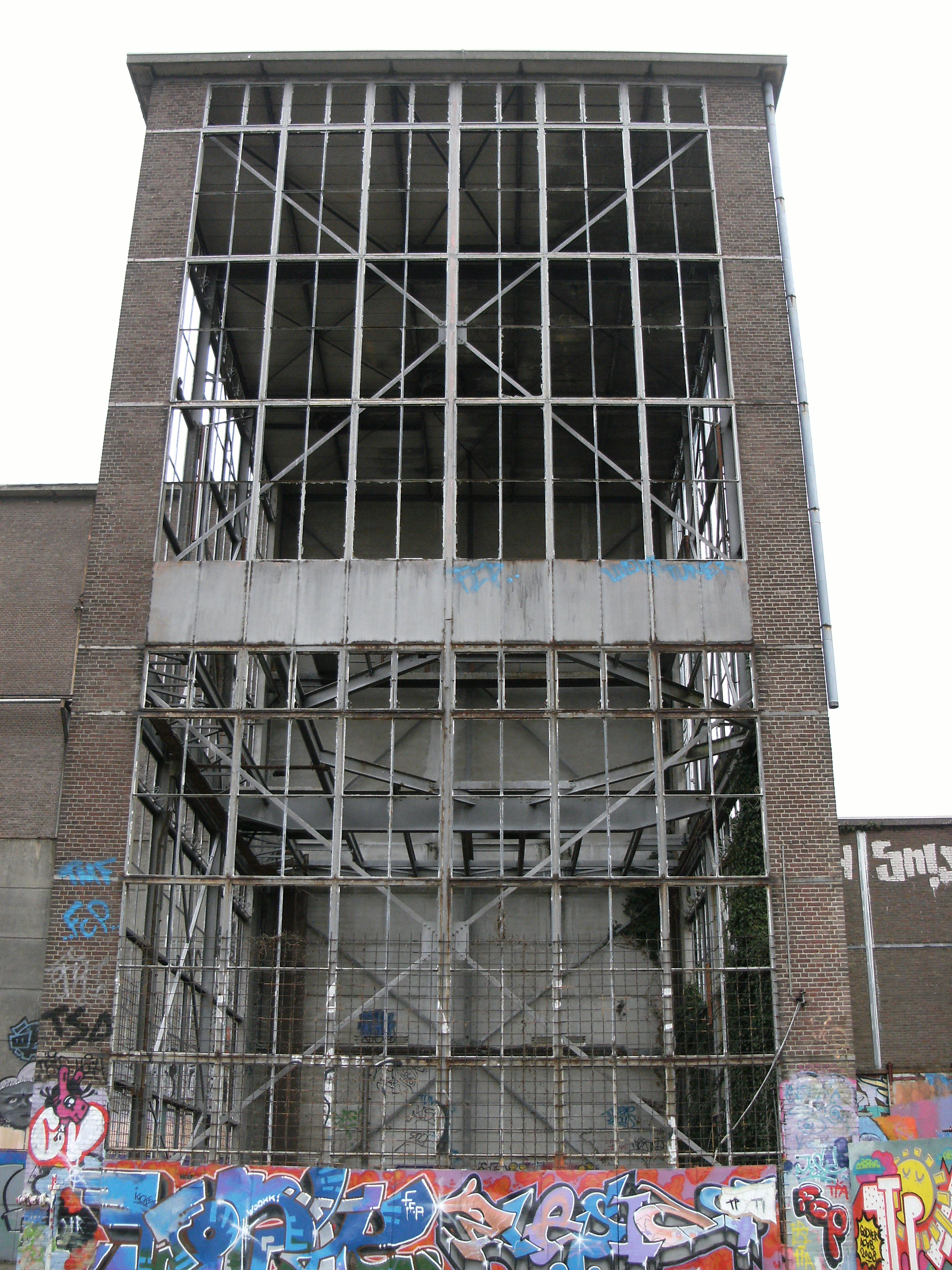
Detail westzijde
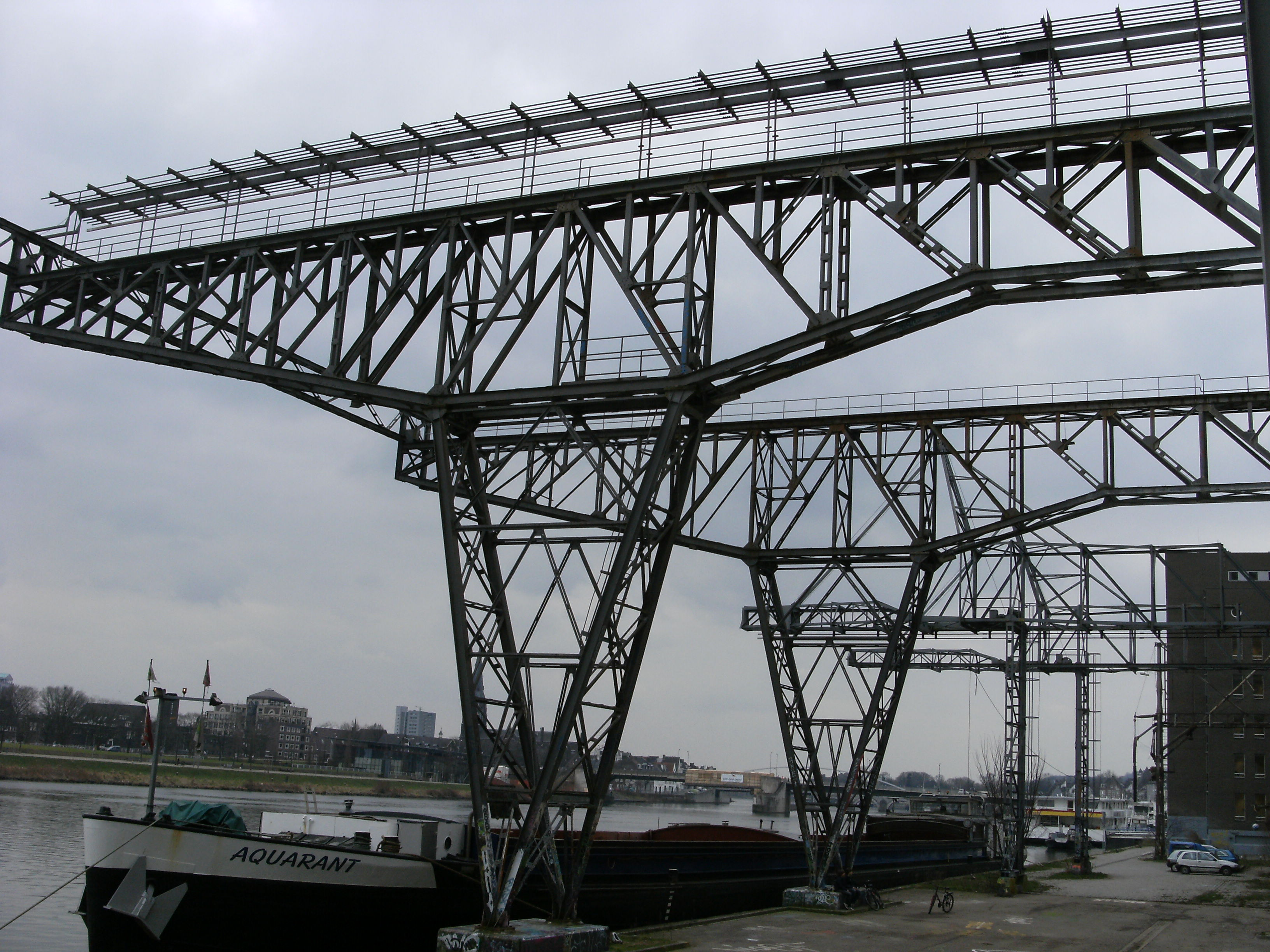
Maaskade met kranen

## Activiteiten
Het Landbouwbelang organiseert talloze culturele activiteiten, variërend van een open podium (Plankenkoorts) tot grote feesten. Ook zijn er kunstateliers, werkt Demotech vanuit deze locatie, en gebruiken verschillende verenigingen, zoals een sambaband, een acrobatische club en jongleurs het pand als oefenruimte. Ook zijn er filmavonden, een vegetarisch/veganistische volkskeuken en een weggeefwinkel.
Citaten uit het fotoboek Landbouwbelang van Bert Janssen (foto's) en Jan Smeets (tekst):
- "Dat succes weinig hoeft te kosten bewijst het Landbouwbelang. In 2002 kraakt een aantal jongeren de gigantische graanoverslag in Maastricht. In tien jaar creëren zij ruimte voor eigen initiatief en experiment. Met behulp van hergebruik, ambacht, veel houtkachels en nog meer goodwill, ontwikkelt het pand zich tot dé culturele vrijplaats van Maastricht. Desondanks hebben veel stadsgenoten nog geen, of een vertekend beeld, van het LBB."

- "Knuffelkrakers. In een crisis waar iedereen rept over duurzaamheid, biologisch voedsel, zelfredzaamheid en empowerment, is het Landbouwbelang (LBB) al jarenlang fakkeldrager."

- "Het Landbouwbelang wordt juist volwassen. De vele initiatieven treden buiten hun oevers. Met succes. ‘Het is geen eigenrichting wat hier gebeurt. Wij krijgen het pand van de maatschappij en doen er graag iets voor terug’. De ruimte om te experimenteren blijft, zo ontwikkelt de plek zich op organische wijze. Toen, nu en voor de toekomst. Dit boek nodigt namens het LBB iedereen uit: Wees welkom. Ervaar. En oordeel zelf."